# Велико О
Ландау симболи и нотација користе се у информатици и математици за описивање асимптотских тенденција (брзина раста) функција и редова. У информатици се они посебно користе за описивање временске сложености неког алгоритма да бисмо могли да их упоредимо или израчунамо колико је тешко или „сложено“ израчунавање.
Главна идеја је да се симболи „{\displaystyle \leq }“, „{\displaystyle \geq }“, „{\displaystyle =}“ и „{\displaystyle <}“ прилагоде за функције.
Нотацију је увео Паул Бахман у својој књизи „Analytische Zahlentheorie“ написаној 1894, а постала је популарна у радовима Едмунда Ландауа.

## Дефиниције

### "≤"
{\displaystyle g={\mathcal {O}}(f)} значи да {\displaystyle g} асимптотски не расте брже од {\displaystyle f}, а дефинисано је тако што је израз {\displaystyle {\frac {g(n)}{f(n)}}} ограничен неком константом {\displaystyle c}.
{\displaystyle {\mathcal {O}}(f)=\{g|g:\mathbb {N} \rightarrow \mathbb {R} ^{+},\exists n_{0}\in \mathbb {N} ,\forall n\geq n_{0}:g(n)\leq c\cdot f(n)\}}
Иста дефиниција, нешто другачије написана гласи:
{\displaystyle 0\leq \limsup _{n\to \infty }\left|{\frac {g(n)}{f(n)}}\right|<\infty }
Знак „=“ у овом случају не значи једнакост већ га је увек најбоље превести као „g је спорија или једнако брза као f“. У овој нотацији се увек мисли на асимптотски случај, односно, није битно да ли је g у неком моменту или у неком интервалу већа од f, већ посматрамо тенденцију приликом приближавања бесконачности.
Понекад се у литератури користи такође нотација {\displaystyle g\in {\mathcal {O}}(f)} {\displaystyle g\subseteq {\mathcal {O}}(f)}

### "≥"
Ознака {\displaystyle g=\Omega (f)} значи да  асимптотски не расте спорије од f (g је бржа или макар исто брза као и f), а користећи претходну дефиницију се добија ова - {\displaystyle f={\mathcal {O}}(g)} (f је спорија или у најбољем случају исто брза као g).
{\displaystyle \Omega (f)=\{g|g:\mathbb {N} \rightarrow \mathbb {R} ^{+},\exists c>0,\exists n_{0}\in \mathbb {N} ,\forall n\geq n_{0}:g(n)\geq c\cdot f(n)\}}
Исто то нешто једноставнијом формулом гласи: {\displaystyle \liminf _{n\to \infty }\left|{\frac {g(n)}{f(n)}}\right|>0}

### "="
{\displaystyle g=\Theta (f)} значи да f и g асимптотски гледано једнако брзо расту, а то дефинишемо користећи се поново претходним дефиницијама: {\displaystyle g={\mathcal {O}}(f)} и {\displaystyle g=\Omega (f)}, односно {\displaystyle \Theta (f)={\mathcal {O}}(f)\cap \Omega (f)}.
{\displaystyle \Theta (f)=\{g|g:\mathbb {N} \rightarrow \mathbb {R} ^{+},\exists c>0,\exists n_{0}\in \mathbb {N} ,\forall n\geq n_{0}:{\frac {1}{c}}\cdot f(n)\leq g(n)\leq c\cdot f(n)\}}
Уз помоћ лимеса:
{\displaystyle 0<\liminf _{n\to \infty }\left|{\frac {g(n)}{f(n)}}\right|\leq \limsup _{n\to \infty }\left|{\frac {g(n)}{f(n)}}\right|<\infty }

### "<"
{\displaystyle g=o(f)} значи да  асимптотски спорије расте од f. Дефинисано је тако да је {\displaystyle {\frac {g(n)}{f(n)}}} нулти ред.
{\displaystyle o(f)=\{g|g:\mathbb {N} \rightarrow \mathbb {R} ^{+},\forall c>0,\exists n_{0}\in \mathbb {N} ,\forall n\geq n_{0}:g(n)<c\cdot f(n)\}}
{\displaystyle \lim _{n\to \infty }\left|{\frac {g(n)}{f(n)}}\right|=0}

### ">"
Ознака {\displaystyle g=\omega (f)} значи да је g асимптотски бржа од f. Као и код {\displaystyle \Omega (f)} и {\displaystyle {\mathcal {O}}(f)} тако се и овде служимо супротном дефиницијом: {\displaystyle f=o(g)}.
{\displaystyle \omega (f)=\{g|g:\mathbb {N} \rightarrow \mathbb {R} ^{+},\forall c>0,\exists n_{0}\in \mathbb {N} ,\forall n\geq n_{0}:g(n)>c\cdot f(n)\}}
{\displaystyle \lim _{n\to \infty }\left|{\frac {g(n)}{f(n)}}\right|=\infty }

## Правила за рачунање са O нотацијом
- {\displaystyle c\cdot f={\mathcal {O}}(f)} за неко {\displaystyle c\geq 0}
- {\displaystyle {\mathcal {O}}(c\cdot f)={\mathcal {O}}(f)} за неко {\displaystyle c\geq 0}
- {\displaystyle c\cdot {\mathcal {O}}(f)={\mathcal {O}}(f)} за неко {\displaystyle c\geq 0}
- {\displaystyle {\mathcal {O}}({\mathcal {O}}(f))={\mathcal {O}}(f)}
- {\displaystyle {\mathcal {O}}(f_{1})+{\mathcal {O}}(f_{2})+\ldots +{\mathcal {O}}(f_{k})={\mathcal {O}}(\max\{f_{1},\ldots ,f_{l}\})} за неку константу {\displaystyle k}
- {\displaystyle {\mathcal {O}}(f)\cdot {\mathcal {O}}(g)={\mathcal {O}}(f\cdot g)}
- {\displaystyle g={\mathcal {O}}(f)\Rightarrow {\mathcal {O}}(f+g)={\mathcal {O}}(f)}
- {\displaystyle \log _{a}n={\mathcal {O}}(\log _{b}n)}, за {\displaystyle \forall a,b>1}; тј. база логаритма није битна, само нек је већа од 1